# Mindre adjutantstork
Mindre adjutantstork (Leptoptilos javanicus) är en asiatisk fågel i familjen storkar inom ordningen storkfåglar.

## Utseende
Mindre adjutantstork är en mycket stor stork med en kroppslängd på hela 122-129 centimeter. Den är gråsvart ovan, vit under och har bart huvud och bar hals. Utanför häckningstid är huvud och halsskinnet gulaktigt med vinrött tonade sidor på huvudet och kontrasterande blek panna. I häckningsdräkt visar hanarna upp kopparfärgade fläckar på mellersta täckarna, en vitaktig flik på nedre skapularer, tertialer och inre större täckare samt är rödare på huvudsidan. Liknande större adjutantstork har en kraftigare näbb, är blekare på sidan av huvudet, en pendelformad halssäck samt blekgrå större täckare och tertialer.

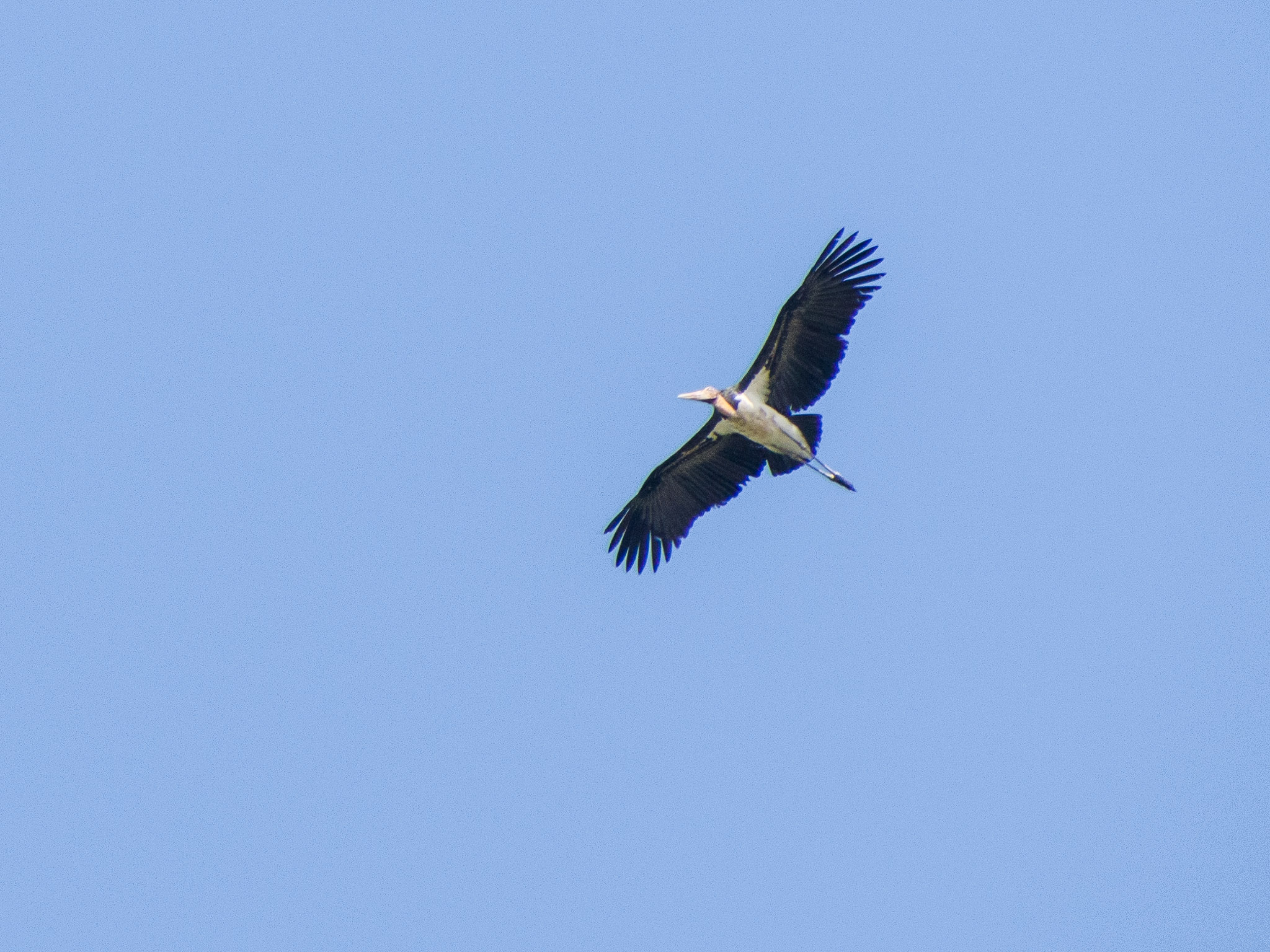
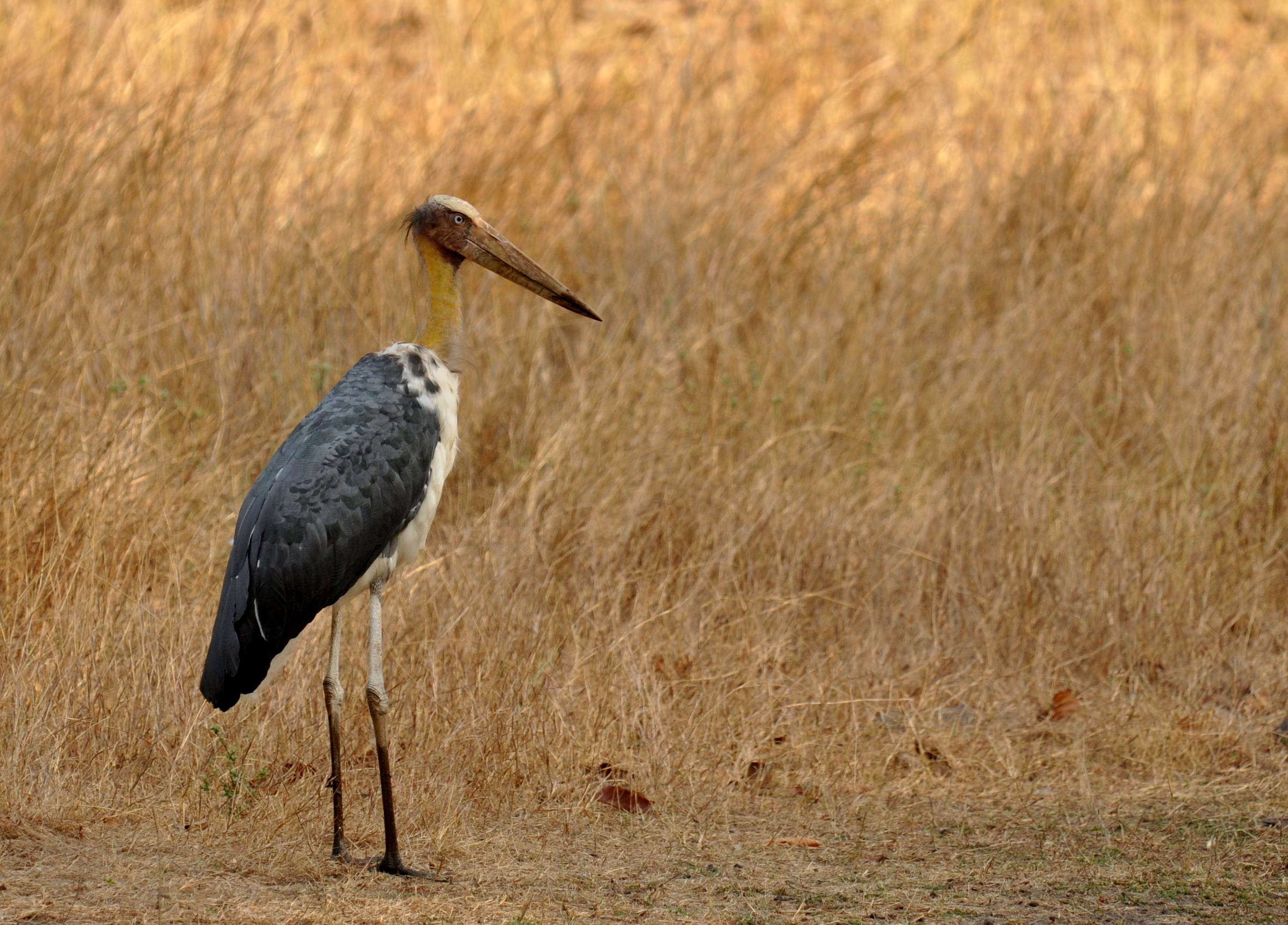

## Utbredning och systematik
Fågeln förekommer från Indien och Sri Lanka till södra Kina, Indokina och Indonesien. Den behandlas som monotypisk, det vill säga att den inte delas in i några underarter.

## Levnadssätt
Inåt landet ses arten i både ursprungliga och av människan påverkade eller skapade våtmarker, både beskogade och öppna. Kustnära populationer besöker mangroveskogar och tidvattensfält. Den häckar i kolonier i stora träd, historiskt även på klippor.

## Status och hot
Mindre adjutantstork har ett stort utbredningsområde och är lokalt vanlig, även i områden starkt påverkade av människan. Under 1900-talet minskade den kraftigt i antal till följd av habitatförlust och jakt eller förföljelse, och lämnade helt stora områden, till exempel större delen av Indokina. Tack vare bevarandearbete och skydd av häckande fåglar avtog minskningen efter år 2000. Även om den sedan 2023 inte längre betraktas som utrotningshotad minskar vissa bestånd fortfarande och den är fortsatt sårbar för hot. IUCN kategoriserar den som nära hotad (NT). Världspopulationen uppskattas till mellan 5 000 och 15 000 vuxna individer.